# Hóvirág (keresztnév)
A Hóvirág újabb keletű névadás a hóvirág szóból.

## Gyakorisága
Az 1990-es években a Hóvirág szórványos név, a 2000-es években nem szerepel a 100 leggyakoribb női név között.

## Névnapok
- március 21.[2]
- április 3.[2]